# Burzej
Burzej – część wsi Ligota w Polsce, położona w województwie śląskim, w powiecie bielskim, w gminie Czechowice-Dziedzice.
W latach 1975–1998 Burzej położony był w województwie katowickim.
Od 1990 roku działa tu zakład zajmujący się produkcją palet oraz lokalny tartak.
Na Burzeju znajduje się filia nr 6 Miejskiej Biblioteki Publicznej w Czechowicach-Dziedzicach.
Przez Burzej przebiegają trzy linie czechowickiej komunikacji miejskiej: 1s, 6 i 8.